# Werkstatt

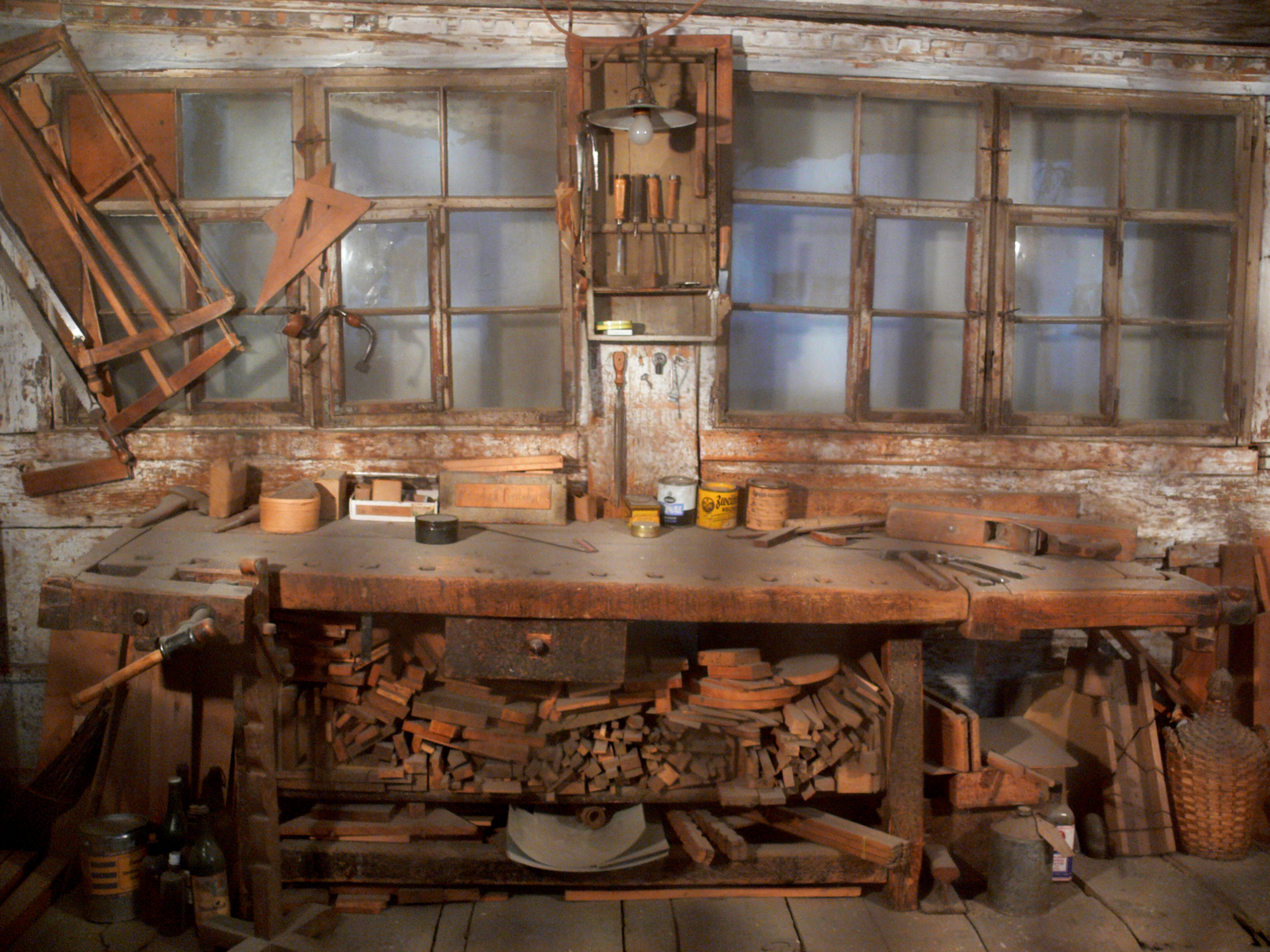
Die Werkstatt der von 1794 bis 1969 bestehenden Schreinerei Boos im oberschwäbischen Aulendorf. Werkzeug und Ausstattung wurden von vier Generationen von Schreinermeistern angesammelt. Noch in den 1960er Jahren wurde diese Werkstatt, die völlig ohne elektrische Maschinen auskommt, vom letzten Schreiner aus der Familie Boos verwendet. Heute ist sie im Museum der Alltagskultur in Waldenbuch ausgestellt.

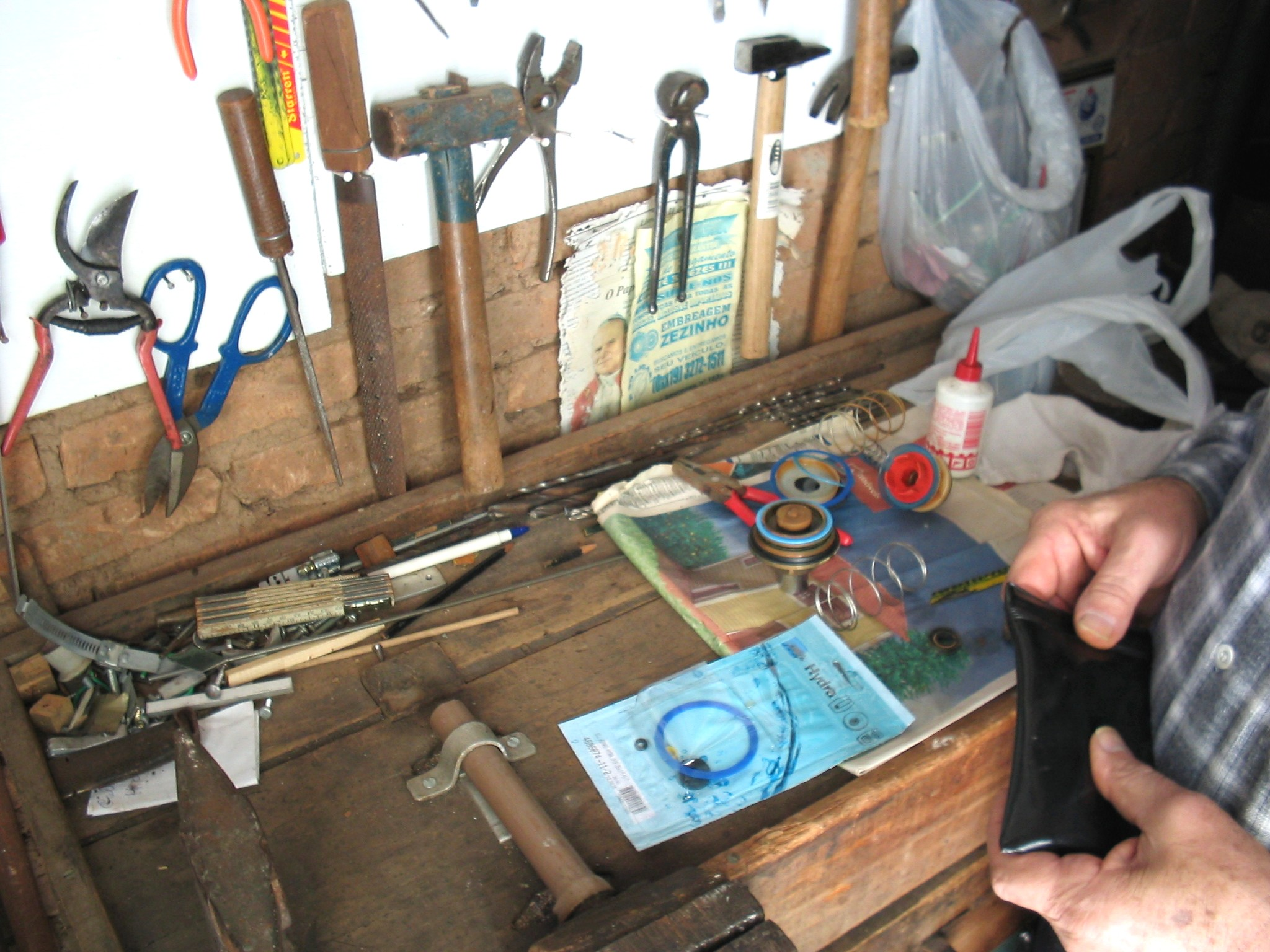
Arbeitsfläche in einer Werkstatt mit diversen Werkzeugen

Eine Werkstatt oder Werkstätte ist eine Arbeitsstätte mit vorhandenen Werkzeugen oder Maschinen zur Fertigung oder Reparatur von Produktionsgütern. Es ist der Raum, in dem ein Gewerk ausgeübt wird, insofern dieses nicht unter freiem Himmel stattfinden kann oder muss. 
Von vorindustrieller Zeit bis heute sind Werkstätten die Orte, in denen handwerkliche oder kunsthandwerkliche Güter produziert werden (siehe auch Manufaktur).
Verbreitet sind heute Werkstätten vor allem in Handwerksbetrieben, wie etwa in Tischler- oder Schlosserwerkstätten, Kunstschmieden, Schneidereien, Spenglereien, Autowerkstatt (oder Mietwerkstatt) bzw. im künstlerischen Bereich als Ateliers. In verschiedenen Gewerken existieren auch Schauwerkstätten, die die handwerklichen Arbeitsprozesse für Besucher anschaulich darbieten. Im Kulturbetrieb gibt es zudem Kultur- oder Theaterwerkstätten. 
Im Zuge der Do-it-yourself-Bewegung entstanden viele Hobbywerkstätten im privaten Bereich (Heimwerker).
Die Werkstattfertigung bezeichnet einen Produktionstyp, bei dem die Ressourcen nach dem Verrichtungsprinzip organisiert und räumlich zusammengefasst sind, z. B. in der Autowerkstatt und der Schreinerei.
Eine Werkstatt kann im übertragenen Sinne eine Zusammenkunft oder eine Lerneinheit sein. Dieser Begriff betont das Lösen von Problemen oder auch das direkte Üben am Thema.